# 森田慶良
森田 慶良（もりた みちよし、1990年7月7日 - ）は、日本の元ラグビー選手。

## プロフィール
- 大阪府出身。
- ポジションはスタンドオフ(FB)。
- 身長 176cm、体重 85kg
- ニックネームはみっち。
- 兄の有希は豊田自動織機所属のラグビー選手[1]。

## 略歴
ラグビーは東大阪ラグビースクールで始めた。
2009年、常翔啓光学園高校卒業後、早稲田大学に入る。なお常翔啓光学園高校時代には高校日本代表に選ばれ、第32回高校東西対抗試合の参加メンバーに選出された。　
2013年、早稲田大学卒業後、キヤノンイーグルスに加入。なお早稲田大学時代の同級生に伊藤平一郎、上田竜太郎、中靏隆彰、中野裕太、西橋勇人、原田季郎、吉井耕平らがいる。
2014年12月14日に行われたジャパンラグビートップリーグ2ndステージ第3節のトヨタ自動車ヴェルブリッツ戦に先発出場で公式戦初出場を果たす。 
2016年、三菱重工相模原ダイナボアーズに加入。
2020年、現役を引退した。